# Frankenstein (1931)
Frankenstein ist die erste Tonverfilmung des Romans von Mary Shelley. Der Schwarzweißfilm aus dem Jahr 1931 verwendet nur einige Motive und Personen aus Shelleys Roman und beruht eigentlich auf dem gleichnamigen Bühnenstück (1927) von Peggy Webling. James Whale schuf mit Frankenstein einen Klassiker des Horrorfilms, dem zahlreiche weitere Verfilmungen folgten. Boris Karloff, der das Monster spielte, gelang mit Frankenstein der Durchbruch als Schauspieler. In Deutschland wurde der Film ein Jahr später, am 18. Mai 1932, erstaufgeführt, in Österreich dann einen Monat später.

## Handlung
Der junge Wissenschaftler Dr. Henry Frankenstein versucht abseits der anerkannten Wissenschaft, Leben aus toter Materie zu erschaffen. Auf Grund von Meinungsverschiedenheiten mit seinem Professor hat er die Universität verlassen. Professor Waldmann steht den Forschungen des jungen Frankenstein über den Ursprung des Lebens mit großem Misstrauen gegenüber.
In einem entlegenen alten Wachturm treibt Frankenstein seine Forschungen voran. Die einzige Person, die er in seiner Nähe zulässt, ist sein Gehilfe Fritz. Nachdem es ihm gelungen ist, ein vormals totes Herz drei Wochen lang schlagen zu lassen, beginnt Frankenstein damit, mit Hilfe seines Assistenten aus Leichenteilen einen Körper zu erschaffen. Diese Leichenteile besorgt er sich auf Friedhöfen oder von frisch gehenkten Verbrechern an deren Hinrichtungsstätten. Die moralischen Aspekte sind ihm dabei egal. Diesem Körper will er mit den von ihm entdeckten, aber nicht näher bezeichneten Strahlen Leben einhauchen. Zur Vollendung seines Werkes fehlt ihm nur noch ein Gehirn und er beauftragt Fritz, ein solches aus der Präparatensammlung des Professors zu stehlen. Fritz unterläuft dabei allerdings ein folgenschwerer Fehler. Statt des Gehirns eines gesunden Menschen entwendet er das Präparat eines Mörders.
Frankenstein hält selbst zu seiner zukünftigen Frau nur per Brief Kontakt. In diesen Briefen berichtet er seiner Braut Elisabeth nur sehr vage von seinen Experimenten. Elisabeth wird zunehmend beunruhigt und bittet ihren Bekannten Victor und Professor Waldmann um Hilfe, um Henry Frankenstein zur Vernunft zu bringen.
Ein aufziehendes Gewitter erscheint Frankenstein für das Gelingen seines Experimentes hilfreich. Während Frankenstein die letzten Vorbereitungen trifft, wird er von Elisabeth und ihren beiden Begleitern gestört. Er kann sie nicht abweisen und so setzen sie durch, an dem Experiment teilzunehmen. Durch einen Blitzeinschlag gelingt es Frankenstein tatsächlich, das Geschöpf zum Leben zu erwecken. Hierfür hat er eine komplizierte Apparatur auf dem Dach des Wachturms konstruiert, um die Blitze des Unwetters „einfangen“ zu können. Als das Monster wirklich zum Leben erwacht, ist Frankenstein außer sich und fühlt sich gottgleich.
Elisabeth und Victor sind erschüttert und verlassen den Turm, während Professor Waldmann fasziniert ist und Frankenstein bei der Beobachtung des Geschöpfes unterstützt. Dabei erfährt Waldmann, dass das Gehirn des Geschöpfes aus seinem Labor stammt. Voller Entsetzen erzählt er Frankenstein, dass es sich dabei um das Gehirn eines Mörders handelt. Frankenstein ist aber so begeistert von seiner Schöpfung, dass er alle Warnungen des Professors ignoriert. Als wenig später sein Gehilfe Fritz, der das Ungeheuer mit einer Peitsche und einer Fackel gequält hat, ermordet aufgefunden wird, stimmt Frankenstein Waldmann zu, dass das Monster getötet werden muss. Bevor es aber dazu kommt, taucht Elisabeth wieder auf. Dieses Mal ist sie in Begleitung des Vaters von Dr. Frankenstein. Auch er ist in Sorge um seinen Sohn und möchte ihn ebenfalls von seinem Tun abbringen und nach Hause holen. Dr. Frankenstein bricht nach den Anstrengungen der letzten Zeit zusammen. Sein Vater nimmt ihn daraufhin mit zu sich nach Hause.
Professor Waldmann hingegen konnte das Geschöpf vor den ungebetenen Besuchern verstecken. Er bleibt mit diesem im Turm zurück, um es zu sezieren. Trotz der hohen Morphiumdosen, die Waldmann ihm verabreicht hat, erwacht das Monster und greift den Professor an. An seinem Hochzeitstag mit Elisabeth erfährt Frankenstein, dass sein Geschöpf Professor Waldmann umgebracht hat und nun in der Gegend um den Turm sein Unwesen treiben soll. Ein kleines Mädchen wird von dem Monster beim Spielen versehentlich getötet.
Das Monster taucht plötzlich bei Elisabeth auf, kann aber fliehen, bevor es gefasst wird. Die Dorfbewohner der Gegend werden immer aufgebrachter und machen sich auf die Suche nach dem Geschöpf, um es zu töten. Unter der Leitung von Frankenstein machen sie sich auf in Richtung Turm, doch schon bald werden sie getrennt, und plötzlich steht Frankenstein seinem Geschöpf alleine gegenüber. Das Monster schlägt ihn nieder und bringt ihn in eine nahegelegene Windmühle. Dort verschanzt es sich mit Frankenstein. Im weiteren Verlauf kommt es zu einem Kampf zwischen Frankenstein und dem Geschöpf, wobei Frankenstein aus dem zweiten Stockwerk der Mühle geworfen wird. Der Wissenschaftler überlebt den Sturz schwerverletzt und wird ins Dorf getragen.
Das Geschöpf versucht, Frankenstein zu folgen, doch die zwischenzeitlich herbeigeeilten Dorfbewohner setzen die Mühle in Brand. Das in Panik geratene Geschöpf versucht, sich aus der brennenden Mühle zu befreien, wird aber unter einem herabfallenden Balken eingeklemmt. Während die Mühle abbrennt, hören die umstehenden Dorfbewohner das Monster schreien.
In der Schlussszene trinkt Baron Frankenstein vor der Tür des Zimmers, in dem sein genesender Sohn liegt, auf ihn und das Haus Frankenstein.

## Entstehungsgeschichte
Für Frankenstein war zunächst Robert Florey, der auch das Drehbuch nach Peggy Weblings Bühnenstück adaptierte, als Regisseur vorgesehen. Florey präferierte Bela Lugosi in der Rolle des Ungeheuers, Lugosi lehnte die Rolle aber ab, da er befürchtete, durch die Make-up-Effekte seien seine Gesichtszüge kaum zu erkennen. Schließlich übernahm der Theaterregisseur James Whale die Regie und der bis dahin nahezu unbekannte Darsteller Boris Karloff erhielt die Rolle des Monsters.
Seither wird mit dem Begriff Frankenstein nicht der Schöpfer des Monsters, sondern das Monster selbst assoziiert. Daran hatte nicht zuletzt Maskenbildner Jack P. Pierce einen großen Anteil, denn er schuf das charakteristische, kantige Aussehen des Ungeheuers. Viele Filmhistoriker sind der Meinung, dass Pierce sich an die von James Whale geschaffenen Vorlagen hielt, der viele Skizzen zum Aussehen des Monsters zeichnete und sich dabei an Karloffs markanten Gesichtszügen orientierte.
Karloff selbst musste sich an jedem Drehtag einer vierstündigen Prozedur unterziehen, um in die Rolle des Monsters zu schlüpfen. Dabei brachte er auch eigene Ideen ein, so zum einen die herunterhängenden Augenlider, die mit Wachs verlängert wurden und dem Monster einen schläfrigen Ausdruck verleihen. Zum anderen nahm er eine Brücke seines Gebisses heraus, was dem Gesicht den typisch leichenhaften, hohlen Ausdruck verleiht.

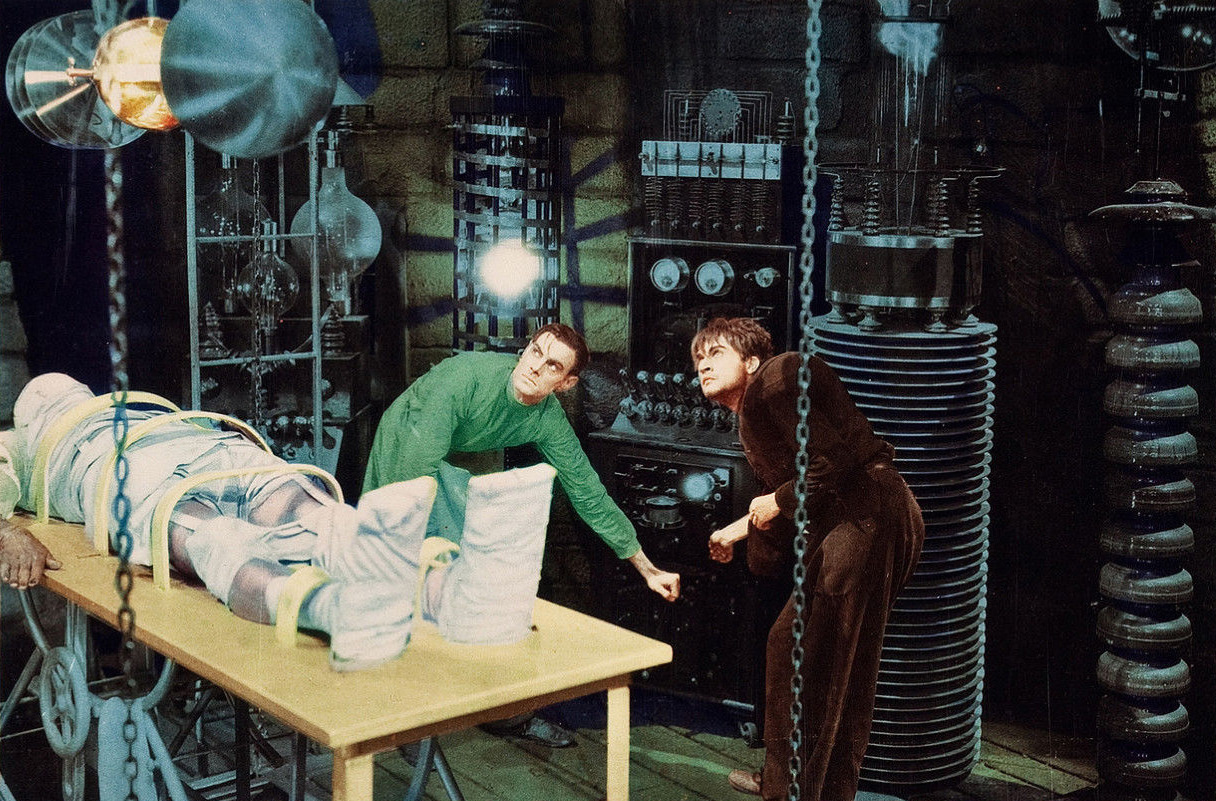
Colin Clive (links) und Dwight Frye (rechts) in Frankenstein, 1931

Edward van Sloan (Professor Waldman) und Dwight Frye (Fritz) spielten zuvor schon in einer Dracula-Verfilmung mit, Sloan als Dr. Van Helsing und Frye als Renfield. Mit Colin Clive, der als schwierig galt, hatte Whale schon in Journey’s End zusammengearbeitet. Whale setzte durch, dass Clive die Rolle des Henry Frankenstein bekam und nicht der von Universal eigentlich vorgesehene Leslie Howard.
In der ursprünglichen Fassung stirbt Frankenstein bei seinem Sturz von der Mühle. Testvorführungen des Films ergaben jedoch, dass die Zuschauer mit diesem Ende nicht einverstanden waren, weshalb das bekannte Ende mit dem schwerverletzten, aber noch lebenden Frankenstein nachgedreht wurde.
Die Idee des „abnormalen Gehirns“, das Fritz aus der Universität entwendet, nachdem er das Glas mit dem „normalen“ Gehirn fallen ließ und es damit unbrauchbar machte, geht auf eine Idee Floreys zurück, der damit eine Erklärung für das mörderische Verhalten des Monsters schaffen wollte.
Außergewöhnlich ist die Kameraarbeit von Arthur Edesons. Der Film erhält einen Großteil seiner Dynamik durch Zooms, Schwenks und Kamerafahrten aus für die damalige Zeit ungewöhnlichen Perspektiven. Edeson, der schon bei Im Westen nichts Neues die Kamera führte und mit Whale bei der Produktion von Waterloo Bridge zusammenarbeitete, verließ das zu dieser Zeit in amerikanischen Produktionen genutzte Verfahren der statischen Kamera und experimentierte mit Licht und Schatten, um die typisch gruselig-klaustrophobische Atmosphäre zu schaffen.

## Analyse
Diese Verfilmung hat bis zur heutigen Zeit das Bild von Frankensteins Monster geprägt, was sich unter anderem in unzähligen Nachahmungen und Parodien in unterschiedlichen Medien niederschlägt. Die Darstellung des Monsters ist für die Zeit der Verfilmung recht differenziert. Obwohl das Monster Menschen tötet, sind die Sympathien heutiger Zuschauer auf der Seite des Monsters. Das Monster wird als verletzliche, kindlich naive Kreatur dargestellt. Die Sichtweise von Zeitgenossen sah allerdings noch anders aus, wie man auch am Unterschied der Kritiken von damals und heute sehen kann.
Eine entscheidende Rolle spielt dabei die in der Uraufführung entfernte Szene mit dem kleinen Mädchen Maria. Das Monster spielt mit dem kleinen Mädchen in kindlich naiver und herzlicher Freude. Das Mädchen wirft Blumen ins Wasser, die auf dem Wasser treiben. Nachdem das Mädchen dem Monster einige Blumen abgegeben hat, wirft das Monster diese auch ins Wasser und freut sich darüber. Als aber keine Blumen mehr da sind, wirft das Monster das Mädchen ins Wasser, in dem Irrglauben, es würde ebenso wie die Blumen an der Wasseroberfläche treiben. Als das Monster seinen Irrtum erkennt, läuft es schließlich verzweifelt weg.
Diese Kürzung an der ursprünglichen Version verändert somit auch die Aussage dieser Szene: In der gekürzten Fassung sieht man nur, wie das Monster auf das Mädchen zuläuft, und nach einem Schnitt, wie es vom aufgewühlten Wasser wieder wegläuft. Dadurch entsteht ein völlig verändertes Bild des Monsters.
Für den britischen Filmwissenschaftler Keith M. Johnston ist eine eindeutige Genrezuordnung des Films nicht möglich. Verbreitet werde er dem Horrorgenre zugerechnet, was vor allem auf den typischen Stil der Horrorfilme aus den Universal Studios zurückzuführen sei. Inhaltlich könne man ihn aber auch „Proto-Science-Fiction“ ansehen, da er die Experimente eines Wissenschaftlers dramatisiere und optisch Frankensteins Labor und seine wissenschaftliche Ausrüstung in Szene setze. Auch füge er sich in zeitgenössischen Sorgen gegenüber medinizischen Experimenten und Organtransplantationen ein.

## Trivia
- Im Jahr 2003 hat die Academy of Motion Picture Arts and Sciences die Wahlunterlagen für die Oscarverleihung 2003 mit verschiedenen speziellen Briefmarken zum Thema Film versehen. Darunter befand sich auch eine Briefmarke zum Thema „Make-up“, welche das Bild von Boris Karloff als Frankensteins Monster zeigte.
- Bei seiner Uraufführung in den Kinos war der Film in manchen Ländern zensiert und es fehlten zwei Szenen. Zum einen gab es eine Szene, in der Colin Clive als Dr. Frankenstein sich beim Erwecken des Monsters mit Gott vergleicht, zum anderen die bereits erwähnte Szene des Mädchens mit den Blumen. Auf der DVD sind beide Szenen wieder in den Film eingefügt. Bevor diese Szenen aus dem Film entfernt wurden, bestand Carl Laemmle, der Gründer von Universal Pictures, darauf, dass ein Prolog mit einer „freundlichen Warnung“ vor den schockierenden und zum Teil erschreckenden Bildern eingefügt wird. In diesem Prolog wandte sich der Schauspieler Edward van Sloan direkt an das Publikum.
- Im Vorspann des Filmes wurde als Besetzung für die Rolle des Monsters lediglich ein Fragezeichen angegeben; Karloffs Name fand sich nur im Abspann.
- In der deutschen Synchronfassung wird aus Henry Frankenstein Herbert Frankenstein. Jedoch ist in der letzten Szene zweimal der Name Henry zu hören.
- Frankensteins erfreuter Ausruf „Es lebt. Es leeeeebt!“ (englisch It's alive! Aliiiiive!) wurde im Laufe der Filmgeschichte vielfach zitiert.
- Während der Dreharbeiten zum Frankenstein-Film 1931 hatte man im Produktionsteam die Befürchtung, die siebenjährige Marilyn Harris, die in der Rolle der kleinen Maria vom Monster in einen See geworfen werden sollte, würde durch Karloffs gruselige Maske und Kostüm zu sehr erschreckt werden, um die Szene spielen zu können. Als die versammelte Crew gemeinsam zum Drehort fahren sollte, lief Marilyn vom Auto, mit dem sie fahren sollte, direkt hinüber zu dem „Monster“ Karloff, nahm seine Hand und fragte: „Darf ich mit Ihnen fahren?“ Sehr erfreut und in typischer Karloff-Manier erwiderte dieser: „Es wäre mir ein Vergnügen, Kleines.“ Und so fuhr sie die ganze Strecke bis zum Drehort mit dem „Monster“ in seiner Limousine.
- Die Filmmusik des deutschen Komponisten Bernhard Kaun, jüngster Sohn des Komponisten Hugo Kaun, eröffnete die große Karriere dieses Filmkomponisten in Hollywood, der neben Korngold und Max Steiner Geschichte schrieb.
- Die Weltpremiere dieses Films fand am 21. November 1931 in den Vereinigten Staaten statt.
- Die Produktion hatte ein Budget von 291.000 US-Dollar.[4]

## Auswirkungen
Durch diesen Film und seine zahlreichen Fortsetzungen wurde der Name Frankenstein in der Popkultur von nun an weniger mit dem fragwürdigen Wissenschaftler als mit seiner Schöpfung assoziiert.
Obwohl Boris Karloff nur dreimal die Rolle des Ungeheuers spielte, in Frankenstein, Frankensteins Braut und Frankensteins Sohn, ist seine Darstellung und vor allem die Maske eine Ikone der Popkultur und ein Referenzpunkt für unzählige Nachahmungen geworden. Universal hat allerdings die Rechte an ihrer speziellen Interpretation des klassischen Schauerromans. Diese Bestimmungen betreffen nicht nur das Aussehen, sprich Kleidung und Make-up von Dracula, Frankensteins Monster oder dem Wolfsmenschen, auch bestimmte Gesten sind geschützt.
Der Name „Frankenstein“ ist ein Synonym für den Horror schlechthin geworden, so dass viele Filme, die mit dem Thema nur marginal oder überhaupt nichts zu tun haben, „Frankenstein“ im Titel führen.
Ein weiterer Archetyp, der in Frankenstein, aber auch in Metropolis auftritt, ist der des Mad Scientist, des verbissen ehrgeizigen, dabei aber eigenbrötlerischen und misanthropischen Wissenschaftlers, dessen Forschungen jedes Maß vermissen lassen. Dieser fühlt sich nach einem gelungenen Experiment den Göttern gleich, wird aber dann die Geister, die er erschuf, nicht mehr los. Seine Schöpfungen entziehen sich seiner Kontrolle und verselbständigen sich mit tragischen Folgen. Für sein Werk benutzt er moderne oder sogar leicht futuristische Wissenschaften, die seinen Zeitgenossen wie Zauberei erscheinen müssen.
Frankenstein enthält viele Motive, die in nachfolgenden Horror- und Gruselfilmen jener Zeit zu Genre-Konventionen wurden: Zerfallene Gemäuer, schwere Unwetter, missgestaltete Assistenten, einen von seinen Experimenten besessenen Wissenschaftler/Forscher, den väterlichen Ratgeber, eine schöne Frau, die sich um den Wissenschaftler sorgt, einen guten Freund (meist auch ein „guter“ Freund der jeweiligen Frau) und ein Monster, entstanden aus Experimenten jenseits der herrschenden Ethik- und Moralvorstellungen.

## Synchronisation
Die deutsche Synchronfassung entstand 1957 bei der Berliner Synchron GmbH unter Leitung von Volker Becker. Edward Van Sloans Prolog wurde ursprünglich herausgeschnitten und später nachsynchronisiert.
| Rolle                          | Darsteller       | Synchronsprecher                 |
| ------------------------------ | ---------------- | -------------------------------- |
| Dr. Henry Frankenstein         | Colin Clive      | Ottokar Runze                    |
| Elizabeth                      | Mae Clarke       | Kriemhild Falke                  |
| Viktor                         | John Boles       | Friedrich Joloff                 |
| Frankensteins Monster          | Boris Karloff    | Benno Hoffmann                   |
| Dr. Waldmann                   | Edward Van Sloan | Alfred Haase Fred Maire (Prolog) |
| Baron Frankenstein             | Frederick Kerr   | Robert Klupp                     |
| Fritz, Frankensteins Assistent | Dwight Frye      | Walter Bluhm                     |
| Bürgermeister Vogel            | Lionel Belmore   | Erich Poremski                   |
| Die kleine Maria               | Marilyn Harris   | Reha Hinzelmann                  |
| Ludwig, Marias Vater           | Michael Mark     | Heinz Giese                      |

## Fortsetzungen
- 1935: Frankensteins Braut – die Kreatur: Boris Karloff
- 1939: Frankensteins Sohn – die Kreatur: Boris Karloff
- 1942: Frankenstein kehrt wieder – die Kreatur: Lon Chaney jun.
- 1943: Frankenstein trifft den Wolfsmenschen – die Kreatur: Bela Lugosi
- 1944: Frankensteins Haus – die Kreatur: Glenn Strange
- 1945: Draculas Haus – die Kreatur: Glenn Strange
- 1948: Abbott & Costello treffen Frankenstein – die Kreatur: Glenn Strange

Im Jahr 1935 drehte Regisseur Whale die Fortsetzung Frankensteins Braut, wiederum mit Boris Karloff in der Rolle des Monsters und Colin Clive als Frankenstein.
War Frankenstein schon ein Erfolg, so gilt die Fortsetzung den meisten Filmkritikern als der beste Horrorfilm, den Universal je produziert hat. Frankensteins Braut ist eine der wenigen Fortsetzungen, die den Erfolg und die Qualität des Vorgängers übertreffen.
Nachdem im Jahr 1938 eine Doppelaufführung von Dracula und Frankenstein ein großer Erfolg wurde, produzierte Universal 1939 einen dritten Frankenstein-Film, Frankensteins Sohn, mit Basil Rathbone als Frankensteins Sohn, Boris Karloff als Monster und Bela Lugosi als Igor, den verschlagenen Gehilfen. Die Regie führte Rowland V. Lee.
Weitere Fortsetzungen entstanden in den 40er Jahren, in denen Karloff allerdings nicht mehr als das Monster auftrat. In Frankenstein kehrt wieder von 1942 spielte Lon Chaney jun. die Rolle des Monsters. 1943 erschien mit Frankenstein trifft den Wolfsmenschen der erste Horrorfilm von Universal, in dem Monster verschiedener Filmreihen zusammentrafen. Da Chaney in diesem Film (wie auch in allen anderen Fortsetzungen) den Werwolf Larry Talbot spielte, übernahm Bela Lugosi die Rolle des Monsters, die er 12 Jahre zuvor noch abgelehnt hatte. 1944 und 1945 gesellte sich Dracula in den Filmen Frankensteins Haus und Draculas Haus zu den anderen Monstern. In diesen Filmen spielte Glenn Strange das Monster. Trotz des Titels Frankensteins Haus trat erstmals kein Charakter namens „Frankenstein“ auf. Dafür kehrte Boris Karloff in der Rolle eines verrückten Wissenschaftlers zur Serie zurück. Den Abschluss der klassischen Horrorfilmreihe von Universal bildet 1948 die Parodie Abbott & Costello treffen Frankenstein mit Bud Abbott und Lou Costello in den Hauptrollen. Glenn Strange spielte erneut Frankensteins Monster, und Bela Lugosi spielte zum ersten Mal seit 1931 wieder Graf Dracula (in den vorigen Filmen wurde dieser Charakter von John Carradine dargestellt). Erst 2004 wurden die Charaktere Frankensteins Monster, Dracula und der Wolfsmensch von Universal für den Film Van Helsing wiederbelebt.

## Weitere Adaptionen
Bei den mehr als 100 Verfilmungen des Stoffes für das Kino und das Fernsehen gibt es einige erwähnenswerte Umsetzungen.
Im Jahr 1957 produzierten die englischen Hammer-Studios mit Frankensteins Fluch den ersten Frankenstein-Farbfilm. Unter der Regie von Terence Fisher übernahm Peter Cushing die Rolle des Dr. Frankenstein und Christopher Lee die des Monsters.
In dem Film Mary Shelleys Frankenstein (1994), bei dem Kenneth Branagh Regie führte, spielte Robert De Niro das Monster.
Erwähnenswert ist auch der Film Flesh for Frankenstein (auch bekannt als Andy Warhol's Frankenstein) aus dem Jahr 1974, in dem Udo Kier die Rolle des Baron Frankenstein verkörpert.
Eine der bekanntesten Anspielungen auf die Frankensteinfilme findet sich in dem Film Rocky Horror Picture Show wieder, in dem ein gewisser Dr. Frank’N’Furter (gespielt von Tim Curry) ein Geschöpf erschafft.
In Japan ist in den 1960er Jahren die sogenannte Kaiju-Frankenstein-Trilogie entstanden, die die Filme Frankenstein – Der Schrecken mit dem Affengesicht, Frankenstein – Zweikampf der Giganten und King Kong – Frankensteins Sohn umfasst. Sie handelt davon, dass das Herz des Monsters von Deutschland nach Japan gebracht wird, wo es wegen des Atombombeneinschlags in Hiroshima zum Monster Frankenstein mutiert. In King Kong – Frankensteins Sohn wird der Riesenaffe King Kong als der Sohn Frankensteins präsentiert.
Auch in der Fernsehserie The Munsters aus den 1960er-Jahren findet sich eine Anspielung auf Frankensteins Monster, denn das Familienoberhaupt der Munsters, Herman Munster, trägt die markanten Gesichtszüge des Geschöpfes aus dem Film von 1931. Gleiches gilt für die Serie The Addams Family, hier ähnelt der Butler Frankensteins Monster.
Der Blaxploitation-Horrorfilm Blackenstein von 1973 verwendet für das Labor Originalrequisiten der Verfilmung von 1931.
In Mel Brooks’ Parodie Frankenstein Junior aus dem Jahr 1974, die nicht nur die drei Frankenstein-Filme mit Boris Karloff aus den 1930er Jahren persifliert, sondern auch Dracula und King Kong, verwendete Kenneth Strickfaden, der schon für die Laborausstattung von Whales Film verantwortlich zeichnete, Teile der Kulissen und Geräte des Originals.

## Kritiken
- „Dass der Stoff an sich filmisch äußerst dankbar ist, weiß man seit Wegeners ‚Golem‘ und vielen anderen Werken, die dasselbe Thema berühren. Hier hat man aber eine billige Jahrmarkts-Schaubuden-Angelegenheit daraus gemacht, die in Amerika angeblich ein Riesenerfolg war, jedoch durch ihre einfältige und einfallslose Regie nichts für ein anspruchsvolles Publikum ist. Schauspielerisch sind da kaum Aufgaben zu lösen. Alles nur klanglose Figuren bis auf den künstlichen Menschen, in dessen Rolle sich ein neuer Mann, Boris Karloff, präsentiert, der in Maskenkünsten dem toten Lon Chaney nacheifert. Das Publikum ging verärgert und pfeifend aus dem Theater.“ – Berliner Morgenpost im Mai 1932
- „Einer der frühesten und meistkopierten amerikanischen Gruselfilme. Formal durch das expressionistische deutsche Kino inspiriert, beeinflußte er seinerseits eine Flut von Horrorfilmen. Wenn auch heute kaum noch schockierend, ist ‚Frankenstein‘ ein absoluter Klassiker seines Genres und ein Stück soliden Kinohandwerks mit erstaunlichen Spezialeffekten.“ – Lexikon des internationalen Films[5]
- „Whales Frankenstein-Inszenierung ist eine spezifisch barocke Form des amerikanischen Expressionismus, der sein Vorbild, die fantastischen deutschen Filme wie Das Cabinet des Dr. Caligari oder Der Golem, nicht verleugnen kann.“ – in David Pirie: A Heritage of Horror: The English Gothic Cinema. Tauris I B; Auflage: New Ed, 2007, ISBN 978-1-84511-482-4 (englisch).
- „Einer der frühesten und meistzitierten amerikanischen Gruselfilme […] Heute vornehmlich noch als ein Stück Kintoppgeschichte von gewissem Interesse.“ – in: 6000 Filme. Kritische Notizen aus den Kinojahren 1945 bis 1958. Handbuch V der katholischen Filmkritik. 3. Auflage. Haus Altenberg, Düsseldorf 1963, S. 121.
- „Meilenstein des Grusel-Genres und sein schönstes, phantasievollstes, poetischstes, grausamstes Beispiel […]; Karloff auch nach fünfzig Jahren noch ein Superstar, der mitfühlen lässt; ein Klassiker der Filmgeschichte.“ (Wertung: 3½ Sterne = außergewöhnlich) – in Adolf Heinzlmeier, Berndt Schulz (Hrsg.): Lexikon „Filme im Fernsehen“. Erweiterte Neuausgabe. Rasch und Röhring, Hamburg 1990, ISBN 3-89136-392-3, S. 244.

Der Schriftsteller Stephen King schrieb, dass für diesen Film Jack Pierce ein Gesicht erschaffen habe, „das den meisten von uns ebenso vertraut ist wenngleich auch etwas hässlicher als das von Onkeln und Vettern im Familienalbum – der eckige Kopf, die kalkweiße, leicht konkave Stirn, die Narben, die Bolzen, die schweren Lider.“ Da sich Universal Pictures die Rechte an dem Make-Up sicherte, hätten spätere Produktionen wie etwa die von Hammer Films eigene Konzepte erschaffen müssen, die „nicht so inspiriert und originell“ wie das von Pierce gewesen seien, aber mit diesem gemeinsam hätten, „dass das Monster zwar in beiden Versionen scheußlich anzusehen [sei], aber auch etwas so Trauriges, etwas so Elendes an sich [habe], dass sich unsere Herzen zu ihm hingezogen fühlen, wenngleich sie voll Angst und Abscheu zurückschrecken.“

## Auszeichnungen
Der Film wurde im Jahr 1991 in das National Film Registry aufgenommen.
1998 wurde er in die Liste der „100 Movies“ – Die 100 besten amerikanischen Filme aller Zeiten des American Film Institute aufgenommen.